# 20th Century Animation
20th Century Animation è uno studio di animazione divisione di 20th Century Studios (precedentemente nota come 20th Century Fox, dal 2019 parte di The Walt Disney Studios), sussidiaria di The Walt Disney Company.
Conosciuto precedentemente come Fox Family Films, Fox Animation Studios e 20th Century Fox Animation, lo studio si trova a Century City, Los Angeles, e si occupa della produzione di lungometraggi animati.
In passato ha controllato Blue Sky Studios, chiusa nel 2021, e Fox Animation Studios, chiusa nel 2000.

## Storia
Nel febbraio 1994 viene fondata Fox Family Films, come una delle quattro divisioni cinematografiche di 20th Century Fox sotto la direzione di John Matoian.  Come parte di un piano iniziale per produrre più film, la divisione avrebbe dovuto produrre sei lungometraggi all'anno.  Nel marzo dello stesso anno, Chris Meledandri diventa vicepresidente esecutivo della divisione. Il maggio successivo, viene annunciata l'assunzione di Don Bluth e Gary Goldman per un nuovo studio d'animazione da 100 milioni di dollari che iniziò la costruzione quell'anno a Phoenix, in Arizona. In tre anni, lo studio d'animazione avrebbe prodotto e distribuito il suo primo film, Anastasia.
Negli anni produce vari film live-action tra cui Power Rangers - Il film (1995) e Mamma ho preso il morbillo. Nell'agosto del 1997, Fox Family riduce il numero di film live action. Nel gennaio del 1998, R.L. Stine concorda con Fox Family Films un adattamento cinematografico della serie di libri Goosebumps con la produzione di Tim Burton.

### 20th Century Animation
Nel 1998, in seguito al successo di Anastasia, la divisione viene ribattezzata Fox Animation Studios e rifocalizzata verso i lungometraggi d'animazione.
Nel 1999 cambiò il nome in 20th Century Fox Animation. All'inizio di dicembre del 1999, il vicepresidente di 20th Century Fox Animation, Chuck Richardson, divenne direttore generale e vicepresidente senior della sussidiaria di Fox, Blue Sky Studios, con il compito di preparare Blue Sky per la produzione di lungometraggi di animazione.
Nel settembre 2017, Locksmith Animation ha stipulato un accordo di produzione pluriennale con 20th Century Fox per la distribuzione dei loro film, con Locksmith che mira a distribuire un film ogni 12-18 mesi. L'accordo serviva a rafforzare la produzione di Blue Sky e sostituire la mancata distribuzione dei film DreamWorks Animation, passata a Universal Pictures.
Il 30 ottobre 2017, Andrea Miloro e Robert Baird vengono nominati co-presidenti dello studio e lo stesso giorno e ricevono la supervisione diretta di Blue Sky, che quindi passa sotto il controllo diretto di 20th Century Fox Animation, e dell'accordo con Locksmith Animation.
Nell'ottobre del 2018 The Walt Disney Company annuncia l'acquisizione di 21st Century Fox e di tutte le sue controllate, compresa 20th Century Fox Animation.
Nel maggio del 2019 Disney integra 20th Century Fox Animation (inclusa Blue Sky Studios) all'interno dei The Walt Disney Studios.
Con l'acquisizione da parte di Disney, l'accordo con Locksmith è saltato, che passa a Warner Bros. Il primo e unico film distribuito dell'accordo è Ron - Un amico fuori programma.
Il 28 gennaio 2020, a seguito di una riorganizzazione aziendale, viene eliminato il marchio "Fox" da tutti gli studi. La 20th Century Fox Animation viene rinominata 20th Century Animation.
Il 9 febbraio 2021 Disney annuncia che dall'aprile successivo avrebbe chiuso Blue Sky e l'immediato stop alla produzione dei lungometraggi in lavorazione nello studio.

## Filmografia parziale
- Anastasia (1997)
- Bartok il magnifico (1999) (home video)
- Titan A.E. (2000)
- L'era glaciale (2002) (co-produzione con Blue Sky Studios)
- Robots (2005) (co-produzione con Blue Sky Studios)
- L'era glaciale 2 - Il disgelo (2006) (co-produzione con Blue Sky Studios)
- I Simpson - Il film (2007) (co-produzione con Gracie Films)
- Ortone e il mondo dei Chi (2008) (co-produzione con Blue Sky Studios)
- L'era glaciale 3 - L'alba dei dinosauri (2009) (co-produzione con Blue Sky Studios)
- Rio (2011) (co-produzione con Blue Sky Studios)
- L'era glaciale 4 (2012) (co-produzione con Blue Sky Studios)
- Epic - Il mondo segreto (2013) (co-produzione con Blue Sky Studios)
- Il libro della vita (2014) (co-produzione con Reel FX)
- Rio 2 (2014) (co-produzione con Blue Sky Studios)
- Snoopy & Friends - Il film dei Peanuts (2015) (co-produzione con Blue Sky Studios)
- L'era glaciale - In rotta di collisione (2016) (co-produzione con Blue Sky Studios)
- Ferdinand (2017) (co-produzione con Blue Sky Studios)
- Spie sotto copertura (2019) (co-produzione con Blue Sky Studios)
- Ron - Un amico fuori programma (2021) (co-produzione con Locksmith Animation)
- Diario di una schiappa (co-produzione con Bardel Entertainment; distribuito su Disney+ sotto Walt Disney Pictures) (2021)
- L'era glaciale - Le avventure di Buck (co-produzione con Bardel Entertainment; distribuito su Disney+ sotto Walt Disney Pictures) (2022)
- Bob's Burgers - Il film (2022) (co-produzione con 20th Century Family, Wilo Productions e Bento Box Entertainment)
- Diario di una schiappa - La legge dei più grandi (2022) (co-produzione con Bardel Entertainment; distribuito su Disney+ sotto Walt Disney Pictures)
- Una notte al museo - La vendetta di Kahmunrah (2022) (co-produzione con 21 Laps Entertainment, Alibaba Pictures e 1492 Pictures; distribuito su Disney+ sotto Walt Disney Pictures)
- Diario di una schiappa a Natale - Si salvi chi può! (2023) (co-produzione con Bardel Entertainment; distribuito su Disney+ sotto Walt Disney Pictures)